# Slavko Grum

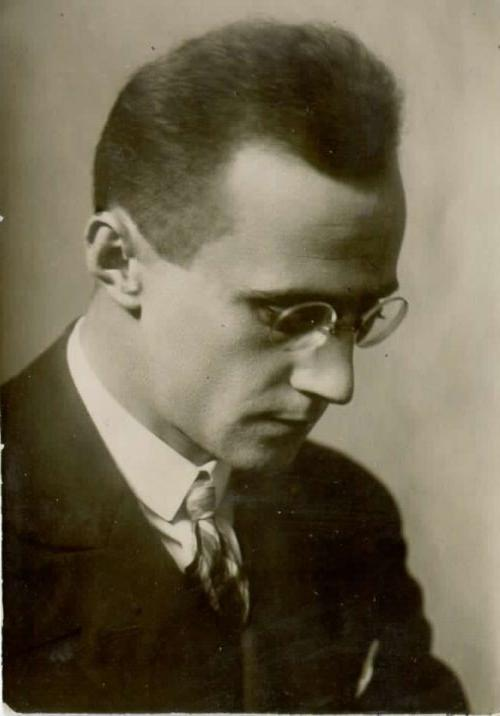
Slavko Grum

Slavko Grum (* 2. August 1901 in St. Martin bei Littai, Österreich-Ungarn; † 3. August 1949 in Zagorje, Föderative Volksrepublik Jugoslawien) war ein slowenischer Dramatiker und Prosaist.

## Leben und Werk
Slavko Grum wurde als drittes Kind einer Arbeiterfamilie geboren, sein Vater war Vorarbeiter in der Lederfabrik in St. Martin. Auf der Suche nach besseren Verdienstmöglichkeiten zog die Familie 1906 nach Rudolfswerth, wo Slavko eingeschult wurde und später auch das Gymnasium absolvierte. Wegen seines Alters wurde Grum nicht mehr zum Kriegsdienst eingezogen. Ab Herbst 1919 studierte er Medizin in Wien, wo er zum leidenschaftlichen Theatergeher und Anhänger der Psychoanalyse wurde. Nach der Promotion 1926 kehrte Grum nach Slowenien zurück, wegen eines Herzfehlers blieb ihm der Militärdienst im SHS-Staat erspart. Er absolvierte den Turnus in Ljubljana und ließ sich 1929 als praktischer Arzt in Zagorje nieder. 1933 übernahm er zusätzlich die amtliche Aufsicht über das Gesundheitswesen in der Banschaft (Banovina) Zagorje, in seiner nunmehr offiziellen Funktion entfaltete er eine rege Vortragstätigkeit. Seine bereits auf die Studienzeit in Wien zurückgehende Morphiumabhängigkeit verschärfte sich während der Okkupation Jugoslawiens durch die Achsenmächte, ebenso wie sein Alkoholismus, weswegen Grum von den deutschen Besatzungsbehörden auf Zwangsentzug nach Graz geschickt wurde. Seine letzten Lebensjahre sind durch psychischen und physischen Verfall gekennzeichnet. 1946 unternahm Grum einen Selbstmordversuch, 1948 wurde eine inoperable Krebserkrankung diagnostiziert, an der er elend zugrunde ging. Slavko Grum starb einen Tag nach seinem 48. Geburtstag in der Isolierstation am Krankenhaus Zagorje.
Erste literarische Gehversuche unternahm Slavko Grum als Gymnasiast, tatsächlich zu schreiben begann er in Wien. Die ab 1921 in rascher Folge entstandenen Theaterstücke sind nur teilweise erhalten. Seine erste Veröffentlichung war eine Prosaskizze, die 1922 im Ljubljanski zvon erschien. Ab 1925 veröffentlichte Grum mit einiger Regelmäßigkeit im Feuilleton der Tageszeitung Jutro. 1927 entstand sein Minidrama Upornik (Der Rebell), im selben Jahr stellte er eine Auswahl aus seiner Kurzprosa unter dem Titel Beli azil (Das weiße Asyl) zusammen, für die er allerdings keinen Verleger fand. Wegen seines Kontakts zu Vojtěch Měrka erschienen einige seiner Erzählungen zuerst in slowakischer oder tschechischer Übersetzung. 1929 beteiligte er sich mit seinem Stück Dogodek v mestu Gogi (Das Ereignis in der Stadt Goga) an einem Dramenwettbewerb in Belgrad und wurde dafür ausgezeichnet. Kurzfristig trat der Autor aus der literarischen Isolation. 1930 erschien der Text im Ljubljanski zvon, die Uraufführung am Nationaltheater in Maribor fand erst 1931 statt. Für die im selben Jahr unter dem Titel Izgubljeni sin (Der verlorene Sohn) zusammengestellte Auswahl seiner Kurzprosa fand Grum abermals keinen Verlag. 1935 erschien sein letzter belletristischer Text Deček in blaznik (Der Knabe und der Wahnsinnige), 1940 sein letzter publizierter Text überhaupt, die populärwissenschaftliche Schrift Resnica o alkoholu (Die Wahrheit über den Alkohol).
Der Schriftsteller Slavko Grum wird in Slowenien dem literarischen Expressionismus zugerechnet, inhaltlich operiert er von einer existentialistischen Grundhaltung aus, seine Figuren sind vollkommen isolierte, autistische Wesen, der Künstler tritt als „gezeichneter Mensch“ in Erscheinung, dem die primäre Sinnlosigkeit des Daseins ständig bewusst ist. Die zentrale Thematik, die Grum auch in seinen populärwissenschaftlichen Vorträgen behandelt, ist die „Flucht aus dem Leben“ (in der der Selbstmord neben Schlaf, Halluzination, Kunst, Religion, Drogen und Krankheit nur eine Option darstellt) sowie der paradoxe Neid jener, die unter Qualen am Leben festhalten, auf die anderen, denen die Flucht geglückt ist. Slavko Grum war, noch vor Vladimir Bartol, der erste slowenische Autor, der die Erkenntnisse der Psychoanalyse literarisch nutzte. Formal zeichnen sich seine Prosaskizzen durch ihre konzentrierte Fragmenthaftigkeit aus, seine 2001 herausgegebenen Briefe an Joža Debelak erweisen sich als literarische Notate. Auch in der Dramatik geht Grum über die damals üblichen Genregrenzen und Aufführungsgepflogenheiten hinaus, die „Dramenszene“ Upornik erweist sich als ein hochkonzentriertes Minidrama. In Dogodek v mestu Gogi setzt Grum als erster slowenischer Dramatiker auf die Wirkung simultaner Bühnenbilder.

## Publikationen (Auswahl)

### Dramatik
- Pierrot in Pierrette, 1921.
- Neusmiljeni odrešenik, 1921.
- Trudni zastori, 1924.
- Upornik, 1927.
- Dogodek v mestu Gogi, drama v dveh dejanjih, Ljubljanski zvon 1930.

## Prosa
- Goga. Proza in drame. Hg. von Herbert Grün. Maribor, Obzorja 1957.
- Izbrano delo. Hg. von Franc Zadravec. Ljubljana, Mladinska knjiga 1968. (Mehrere Auflagen.)
- Zbrano delo. 2 Bände. Hg. von Lado Kralj. Ljubljana, Državna založba Slovenije, 1976.
- Pisma Joži. Hg. von Lado Kralj. Maribor, Obzorja 2001.

### In deutscher Sprache
- Das weiße Asyl. Gesammelte Prosa. Übersetzung aus dem Slowenischen, Nachwort Erwin Köstler. Ottensheim: Thanhäuser 2006.
- Slavko Grum: Werke. Die Prosa. Die Stücke. (2 Bde.) Übersetzt aus dem Slowenischen und herausgegeben von Erwin Köstler. Klagenfurt/Celovec: Verlag Johannes Heyn 2023.